# Песня (скульптура)
Пе́сня — одна из достопримечательностей Москвы, установленная в 1958 году на Цветном бульваре, пережив перед этим многочисленные выставки. Является ярким образцом социалистического реализма.

## История
Скульптура «Песня» была открыта на Цветном бульваре в 1958 году. Монумент неоднократно появлялся на выставках как на родине своего автора, Михаила Фёдоровича Бабурина, так и за границей. Создатель композиции награждён золотой медалью Академии художеств СССР, считавшейся высшей наградой академии. За экспонирование «Песни» На Брюссельской Всемирной выставке 1958 года Бабурин вновь получил медаль высшей пробы.

## Описание
Три молодые крепкие крестьянки, изображённые в полный рост, возвращаются с сенокоса домой, о чём свидетельствуют инструменты за их плечами. С целью скоротать путь, забыв про тяжёлый рабочий день, девушки поют, возможно, одну из любимых песен. Одеты они весьма характерно для середины XX века: одежда их свободна, подол юбок завязан в узел. Благодаря тому, что героини разместились под сенью деревьев, создаётся впечатление, что они остановились для отдыха. Выглядит скульптура довольно неухоженно, и из-за своей композиции служит хорошим материалом для фотографии.